# Зайцев, Владимир Ильич
Влади́мир Ильи́ч За́йцев (6 октября 1939, Всходы, Всходский район, Смоленская область, РСФСР, СССР — 24 октября 2014, Смоленск, Россия) — советский, российский театральный режиссёр, актёр; Заслуженный работник культуры Российской Федерации (1999).

## Биография
Родился 6 октября 1939 года в с.Всходы,Угранского района, Смоленской области. Окончил Смоленское медицинское училище, с 1963 по 1969гг. работал анестезиологом, фельдшером на станции скорой помощи. Театрального образования не имел.
1967-1969 гг. Актёр Театр-студии молодых при Смоленском гарнизонном Доме офицеров.
1969-1972 гг. Художественный руководитель Клуба милиции УВД (Смоленск), актёр, режиссёр.
В 1970 году в Клубе милиции УВД (Смоленск) основал Смоленский (народный) Театр юного зрителя .
1970-2011 гг. Руководитель, главный режиссёр, актёр Смоленского (народного) Театра юного зрителя.
В 1971 году осуществил постановку спектакля "Свой остров" по пьесе Р. Каугвера с песнями В. Высоцкого и оригинальной фонограммой спектакля театра Современник по личному разрешению В. Высоцкого и О. Табакова .
1972-1975 гг. Актёр Серовского театра драмы имени А. П. Чехова (Серов, Свердловская область), Березниковского драматического театра (Березники, Пермский край).
1975-1984 гг. Ассистент режиссёра, режиссёр, актёр Смоленского драматического театра.
В 1999 году Указом Президента РФ присвоено звание Заслуженный работник культуры Российской Федерации.
2009-2014 гг. Актёр (Ведущий мастер сцены) Смоленского камерного театра.
2012 год. Победитель в конкурсе профессионального мастерства (Смоленск, 2012), номинация «Лучший актёр» .
Скоропостижно скончался на сцене во время премьерного показа спектакля «Очень простая история» (Смоленский камерный театр) 24 октября 2014 года . Похоронен на кладбище в селе Всходы,Угранского района.

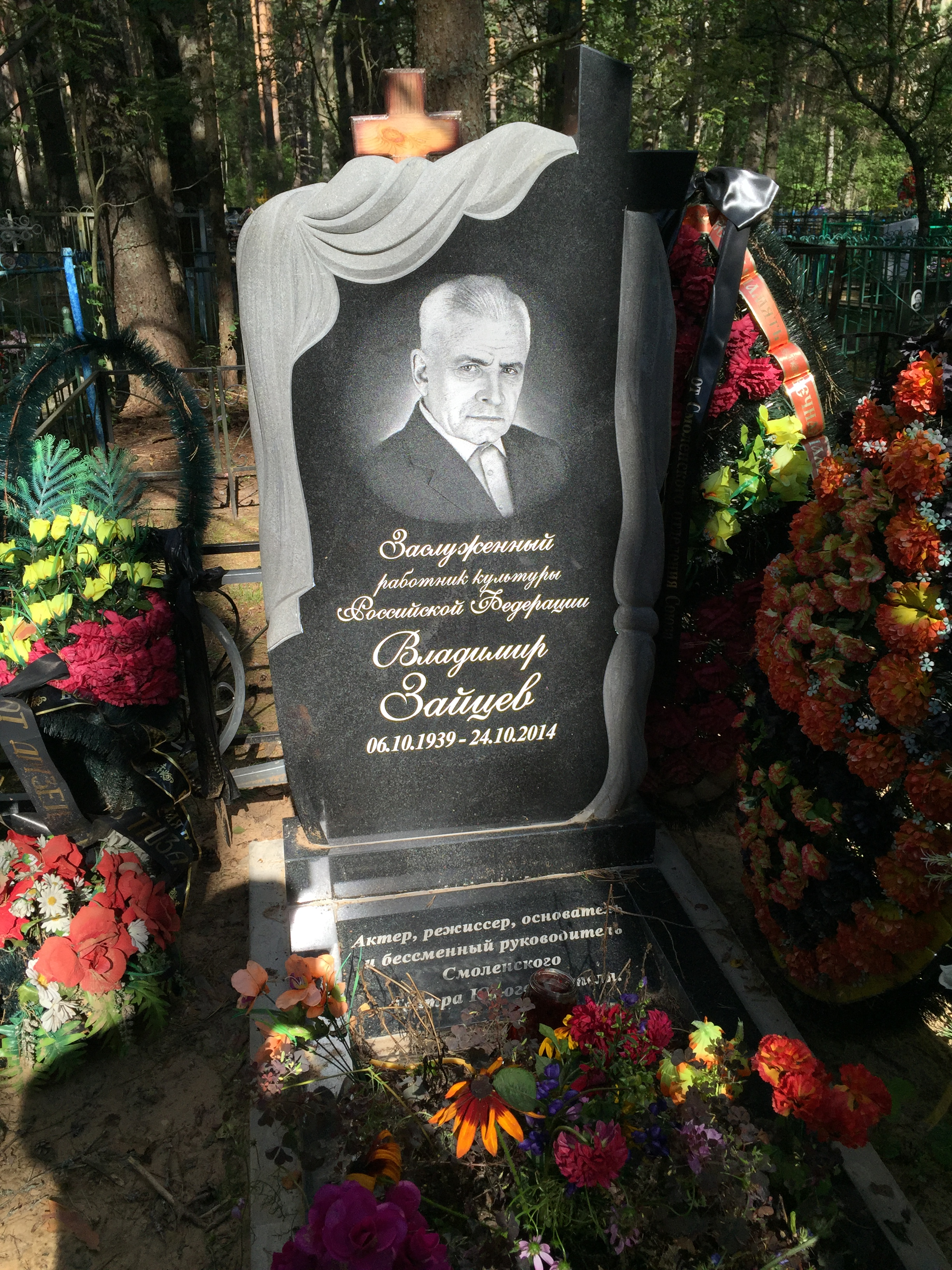
Памятник Зайцеву В.И. Лицевая сторона

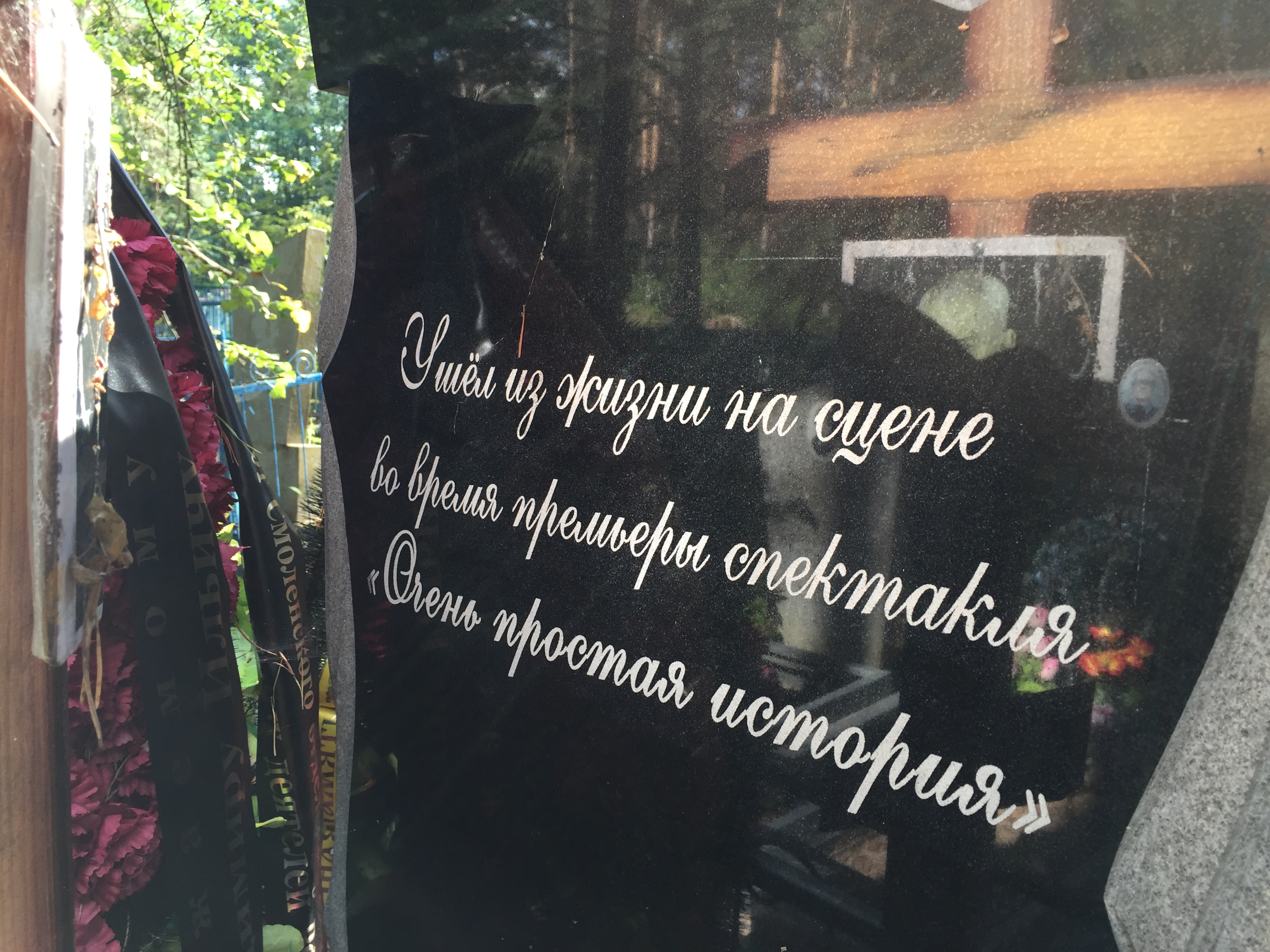
Памятник Зайцеву В.И. Оборотная сторона

## Творчество

### Театральные работы
Театр-студия молодых при Смоленском гарнизонном Доме офицеров
- «Они и мы (Кто Юпитер?)» Н.Долинина – Слава Кузьмичев
- «Город без любви» Л.Устинов – Правитель города

Драматический коллектив Клуба милиции УВД
- «Бизнесмены» М.Резчиков – Пит (Стенли Хадсон), гангстер

Березниковский драматический театр
- «Цена чести» В.Зимнин – Ференц
- «Старший сын» А.Вампилов – Сильва
- «Аристократы» Н.Погодин – Садовский
- «Бешеная» Э.Володарский

Смоленский драматический театр
- «С любимыми не расставайтесь» А.Володин –Он
- «Старомодная комедия» А. Арбузов – Оптимист
- «Ожидание» А.Арбузов – Джанни
- «Виринея» Л.Сейфуллина, В.Правдухин
- «Остановите Малахова» В.Аграновский – Хулиган
- «Молва» А.Салынский – Рукасов, секретарь поселкового совета
- «Гнездо глухаря» В.Розов – Золотарев

Смоленский (народный) театр юного зрителя
- «За чем пойдешь, то и найдешь (Женитьба Бальзаминова)» А.Островский – Бальзаминов
- "Кот в сапогах" С.Прокофьева, Г.Сапгир – Король
- "Варшавский набат" В.Коростылев – Учитель'

Смоленский камерный театр
- «За двумя зайцами» М. Старицкий – Прокоп Серко
- «Второй выстрел» Р.Том – Господин Эдуард
- «Список журнала «Форбс» А.Хорт – Сосед Брызгалова
- «Бешеные деньги» А.Островский – Кучумов
- «Башня Веселуха» О.Сергеева – Старик -камердинер
- «Зойкина квартира» М.Булгаков– Неизвестный
- «Очень простая история» М.Ладо – Сосед

### Постановки
Смоленский драматический театр
- Ассистент режиссёра, «С любимыми не расставайтесь» А. Володин
- Цветная кутерьма в белом лесу. Н.Ширяева

Смоленский (народный) театр юного зрителя
- "Они и мы" Н.Долинина
- "Варшавский набат" В.Коростылев
- "Белоснежка и семь гномов" Л.Устинов, О.Табаков
- "Валентин и Валентина" М.Рощин
- «Старые друзья» Л. Малюгин
- "Свой остров" Р.Каугвер
- "На молдаванке музыка играла" О.Сосин
- "Обратный адрес" А.Алексин
- "Двое среди людей" А. и Г.Вайнеры
- "Закон природы" Н.Винников
- «С любимыми не расставайтесь» А.Володин
- "Привет синичка" И.Стельмах
- "Зайка-Зазнайка" С.Михалков
- "Страсти по Варваре" О.Павлова-Кучкина
- "Кот в сапогах" С.Прокофьева, Г.Сапгир
- "Про Федота-Стрельца" Л.Филатов
- "Василиса прекрасная" Е.Черняк
- "Поющий поросенок" С.Козлов
- "Аленький цветочек" Л.Браусевич, И.Карнаухова
- "Лапти-самоплясы" В.Иванов
- "Трям-здравствуйте" С.Козлов
- «Молодильные яблоки» В.Илюхов
- «Снежная королева" Е.Шварц
- "Емелино счастье", Р.Сеф
- "Малыш и Карлсон" С.Прокофьева, А.Линдгрен,
- «Божественная комедия» И.Шток
- «Я Вас люблю, Ромашка» С.Козлов
- «Сестрица Алёнушка и братец Иванушка» Е.Черняк
- «Птицы нашей молодости» И. Друцэ

Последняя постановка В.И. Зайцева - Птицы нашей молодости. Смоленский ТЮЗ, 2011